# Lucrecia Pérez
Lucrecia Pérez Matos (Vicente Noble, Barahona, República Dominicana; 15 de diciembre de 1959 - Madrid, 13 de noviembre de 1992) fue una trabajadora doméstica inmigrante dominicana asesinada en Madrid por un grupo neonazi. Su asesinato fue el primero reconocido judicialmente como motivado por racismo y xenofobia en España.

## Antecedentes del asesinato
Los dominicanos, en su mayoría mujeres, se reunían en una plaza-parque de Aravaca, particularmente los jueves y los domingos por la tarde. Las actitudes individuales de los vecinos se fueron convirtiendo en comentario estereotipado colectivo y luego en protesta social organizada, incluso mediante escritos públicos de alguna asociación de vecinos. La tensión se convirtió en conflicto, participando grupos externos a favor y en contra. Unos se quejaban de las molestias por la presencia de numerosas personas en un jardín, otros de los "inmigrantes dominicanos", connotando negativamente ese “espacio” y aduciendo que se producía de tráfico de drogas, prostitución e inseguridad. Los otros, reclamando el derecho de reunión con sus compatriotas, ocupando un espacio público, porque se les negaba un salón en el Centro Cultural, que en esa misma plaza tenía el Ayuntamiento.
La tensión interétnica se transformó en conflicto de orden público preocupante, el domingo 1 de noviembre de 1992, en un choque entre agentes de la Policía Municipal e inmigrantes, con cinco heridos y ocho vehículos dañados. Doscientas mujeres dominicanas reunidas en la plaza de Aravaca apedrearon a la Policía Municipal cuando quería introducir en el coche a dos de ellas, que carecían de permiso legal de residencia en España.

En media hora nos causaron cuatro heridos y nos destrozaron ocho coches patrulla... Atacaron a los patrulleros con piedras y palos, rompieron faros, parabrisas; abollaron la chapa y cuatro agentes tuvieron que ser asistidos de heridas leves... Cuatro dominicanas fueron detenidas y conducidas a la Comisaría de Extranjería.
Portavoz de la Policía Municipal

Serían las seis de la tarde. Estábamos en la plaza, tan tranquilas y charlando de nuestras cosas, cuando llegaron dos policías provocándonos y pidiéndonos la documentación. Casi todas salimos corriendo, pero cogieron a dos y las introdujeron en un coche patrulla. Al ver que se las llevaban nos pusimos delante del coche para impedirlo y le dimos golpes. Después llegaron más y más vehículos de Policía; hasta siete conté. Se bajaron los guardias y cargaron contra nosotras sin ninguna contemplación. Fue entonces cuando algunas empezamos a lanzarles ladrillos de una obra cercana.
Dominicana participante

## Asesinato
Los hechos ocurrieron sobre las nueve de la noche del viernes 13 de noviembre, cuando cuatro enmascarados vestidos con ropa negra penetraron en la antigua discoteca Four Roses, un local que en otros tiempos había sido centro de diversión de jóvenes de clase acomodada, situado en la carretera de La Coruña, en el distrito de Aravaca. Los asaltantes dispararon indiscriminadamente contra los dominicanos que cenaban una sopa a la luz de una vela y huyeron en un coche que les esperaba. Lucrecia Pérez Matos, de 33 años, que llegó a España un mes y tres días antes, recibió dos tiros, uno de ellos en el corazón e ingresó muerta en el hospital. El otro herido grave fue Augusto César Vargas, también dominicano.
Fue una bala de 9 mm Parabellum, fabricada en España por Santa Bárbara (actualmente, parte de General Dynamics), de uso policial y militar, la que acabó con la vida de Lucrecia.
La Guardia Civil y el delegado del gobierno de Madrid atribuyeron desde el primer momento la autoría del crimen a grupos de extrema derecha, ligados a algunos elementos policiales, dados el arma y la munición utilizada.
Los grupos políticos de ultraderecha negaron su relación con el crimen y todos condenaron verbalmente el asesinato, introduciendo en la opinión pública la hipótesis de que se trataba de un “ajuste de cuentas” por tráfico de drogas o correos de dinero.
La conexión del crimen con la ultraderecha se defendía, no solo por el arma utilizada —amén de la parafernalia y profesionalidad de su ejecutante—, sino por las pintadas y carteles previamente repartidos en Aravaca, como los de “INMIGRACIÓN STOP. Primero los españoles" (Juntas Españolas); “Defenderse contra la invasión” (Grupo Covadonga) o “Fuera Negros. N.J.” (Nación Joven).
Los inmigrantes, en un comunicado firmado por cuatro organizaciones dominicanas, manifestaron “su repulsa y horror ante la brutal agresión y asesinato”, e hicieron un llamamiento contra el racismo, porque “no es delito ser pobre”. Se advierte en el comunicado que el atentado no es un hecho aislado, sino resultado de un proceso iniciado con las protestas de los vecinos contra las reuniones de los dominicanos, culminando con la difusión de un panfleto anónimo que llamaba a la “acción directa” contra los extranjeros; también se responsabiliza por su pasividad a las fuerzas políticas, sociales y religiosas de Aravaca. 
Otros acusaban a la Policía Municipal por su acoso; “Han sido ellos los principales instigadores. Continuamente nos pedían papeles y siempre de malos modos. No hubiera pasado nada de esto si hubiésemos tenido más protección y menos control”. Entre tanto, el embajador dominicano llamaba a la “calma y a la cordura”, para que “la violencia no engendre más violencia”.

## Asesinos
El jueves 27 de noviembre de 1992, a las 19:30 era arrestado el guardia civil Luis Merino Pérez de 25 años, mientras prestaba servicio en la 111 Comandancia de la Guardia Civil, con base en Madrid. El viernes 28 a las 7:45; 8:40 y 10:45 se arrestó a tres menores: Javier Quílez Martínez, Felipe Carlos Martín Bravo y Víctor Flores Reviejo, de 16 años, acompañantes del autor material. Todos confesaron los hechos que se les imputaban en el asesinato del viernes 13 de noviembre en Aravaca. La prueba segura fue el arma utilizada, una pistola STAR BMK; Merino cambió el cañón de su arma reglamentaria por la de otro compañero, para “borrar las señales del crimen”, pero la profesionalidad de su propio Cuerpo de la Guardia Civil, ordenó una inspección “rutinaria” de todas las armas de la Compañía y había “una señal” que Merino no había podido borrar, la uña extractora, pieza que expulsa el casquillo y que deja una muesca microscópica, la clave que utilizaron los especialistas en balística.
La escena central de este sangriento drama, contada en síntesis, fue la siguiente: los cuatro se encontraban bebiendo al atardecer en la Plaza de los Cubos, con skin heads neonazis y “ultras”. De pronto uno sugirió, “podríamos ir a dar un escarmiento a los negros”. Otro preguntó dónde era más fácil encontrar a los extranjeros, para darles “un susto”. Alguno señaló la discoteca abandonada de Four Roses, donde dijo dormían negros dominicanos, según se reportó en la prensa. Luis Merino y los tres adolescentes se subieron al Talbot rojo de Merino, que estaba plagado de pegatinas ultras y neonazis y enfilaron hacia Aravaca. A la altura del Estadio Vicente Calderón, un coche de la Policía Municipal, al observar cómo se pasaban dos semáforos en rojo, los detuvo, pero Merino enseñó su identificación como guardia civil y los dejaron pasar. Llegaron a los aledaños de la discoteca abandonada en Aravaca. Entraron, golpearon una puerta de donde salía luz, Luis Merino avanzó y disparó. Salieron corriendo y tomaron el coche. De regreso el guardia civil alardeó: “Les he dado tres plomos, que se los repartan como puedan. Ha sido como tirar a dos chuletas de cordero”. En el recorrido tranquilizó a los menores, él sabe qué hacer para que no identifiquen el arma. Volvieron a la Plaza de los Cubos, donde comentaron al resto de ‘‘cabezas rapadas’’ y “ultras” algo de lo que había sucedido: “Ya os enterareis mañana por los medios de comunicación”
El agente de la Guardia Civil Luis Merino tenía acumulados nueve correctivos por comportamientos irregulares, fundamentalmente actitudes violentas, en cinco años de servicio. Y el “curriculum vitae” de su amigo Felipe, de 16 años, es un historial de agresiones y un entorno familiar prototípico. Felipe fue expulsado del Instituto de Torrelodones por agredir a un profesor. Uno de sus hermanos, Óscar, que era guardia civil, se suicidó de un tiro el 15 de agosto de 1992, después de agredir con un puño de hierro a los empleados y propietarios de la discoteca La Playa, en el pueblo cercano a Madrid de Villamanrique de Tajo. Después del incidente, Felipe y su madre acudieron al pueblo citado y anunciaron la llegada de un grupo de cabezas rapadas para vengar a Óscar. La amenaza se hizo realidad y el 28 de ese mismo mes de agosto llegaron a la discoteca los cabezas rapadas y atacaron a los propietarios y empleados entre gritos e invocaciones a Hitler. La familia de Felipe es conocida por los vecinos por provocar conflictos y están “atemorizados por las continuas provocaciones, amenazas y agresiones que sufren”, según el presidente de la urbanización Montecasino de Torrelodones, en donde viven. El joven y la familia son conocidos por su ideología fascista y por el historial de agresiones de Felipe. El último incidente ocurrió cuando querían apalear a un marroquí que les cogió en autoestop, impidiéndoselo la policía local al darse cuenta de los hechos.

## Juicio
El 11 de diciembre, a los 28 días del crimen, el magistrado del Juzgado 15 de Madrid, dictó resolución de procesamiento a Luis Merino y a sus tres amigos como “autores de dos delitos de asesinato, uno consumado y el otro frustrado”, dictando prisión provisional a los cuatro detenidos. El relato judicial parte de las reuniones que solían celebrar en la madrileña plaza de los Cubos, “grupos de jóvenes vinculados por ideas y sentimientos racistas, simpatizantes o integrantes de los movimientos políticos (como Bases Autónomas) o futbolísticos (como los Ultras Sur). Luego pasa a la descripción de los hechos sangrientos, adviniendo que para realizar un acto vandálico”, Luis Merino iba armado, siendo “un hombre de pistola fácil, que gustaba de exhibirla y utilizarla”. Califica el homicidio en asesinato por su alevosía, por la forma de ejecución, repentina e intempestiva, por sorpresa e indefensión absoluta de los inmigrantes. El juez declara el hecho como “acción de comando” por un reparto de papeles previamente asignado. La intención fue asustar a los inmigrantes, “había negros y decidieron ir a por ellos”. Los cuatro procesados “admitieron los hechos y su intervención en los mismos” y fueron condenados. 
La condena queda en 54 años de cárcel al guardia civil Luis Merino (30 por el delito de asesinato de Lucrecia Pérez y 24 por el de asesinato frustrado de su compatriota Augusto César Vargas, así como a la inhabilitación absoluta durante el tiempo de la pena) y en 24 años de reclusión a los menores Felipe Carlos Martín Bravo, Víctor Julián Flores y Javier Quílez Martínez (15 años por el delito de asesinato y nueve por el de asesinato frustrado, al apreciarse la atenuante de «edad juvenil»).
Los cuatro fueron asimismo condenados a indemnizar a la hija de Lucrecia Pérez, Kenia, con 20 millones de pesetas; y a su compatriota Augusto César Vargas con un millón de pesetas.
También se le exige al ministro del Interior del Gobierno del PSOE de Felipe González —en calidad de responsable civil subsidiario (dada la condición de miembro del Cuerpo de Seguridad de Luis Merino)— la indemnización de 20 millones de pesetas a la hija de Lucrecia Pérez y de otros dos millones a Augusto César Vargas.
La madrugada del domingo, 14 de enero de 2001, la Sección Sexta de la Audiencia Provincial de Madrid acordó la libertad de los tres jóvenes condenados por el asesinato, que hasta el viernes 12 de enero se encontraban en régimen de tercer grado penitenciario, al haber cumplido más de los ocho años de internamiento que establece la Ley de Responsabilidad Penal del Menor, recién entrada en vigor, en caso de asesinato.

## Respuesta social
En estos días tuvieron lugar las manifestaciones más concurridas y activas contra el racismo, que se conocen en España. Y eso en varias ciudades: Madrid, Barcelona, Valencia, Pamplona, Córdoba, Sevilla, Zaragoza; todas contra el racismo, a raíz del asesinato de la inmigrante dominicana; y en todas participando todos los partidos políticos, parlamentarios y extraparlamentarios, todos los sindicatos y fuerzas sociales.
El Pleno del Congreso aprobó por unanimidad el lunes 16, una declaración institucional:
1. El Congreso expresa su más enérgica condena de hechos delictivos cuyos móviles chocan no solo con el derecho a la vida, sino con los más elementales sentimientos de solidaridad y de respeto a quienes viven el drama de la migración por motivos económicos, sentimientos que han de estar especialmente presentes en el pueblo español que tantas veces a lo largo de la historia ha visto emigrar a tantos de sus hijos.
2. Manifiesta su total rechazo de cualesquiera expresiones de racismo y de xenofobia y alerta a la sociedad sobre la necesidad de vigorizar la cultura del respeto a la convivencia plural sin concesiones de ninguna clase a toda tentativa de responsabilizar públicamente a colectivos o razas, generalmente los más débiles.
3. Expresa su deseo del esclarecimiento pronto de los hechos y llama a todas las instituciones y a todos los ciudadanos a extremar sus esfuerzos para evitar que los sentimientos de división y violencia social que están siempre detrás del racismo y la xenofobia crezcan en nuestra sociedad y para extender y arraigar los valores constitucionales del respeto pleno a toda persona, sin discriminación por razones de nacimiento, raza, sexo, religión, opinión o cualquier otra condición o circunstancia personal o social”, (Pleno del Congreso, 16 de noviembre de 1992).

La Asamblea de Madrid aprobó por unanimidad (PSOE, PP, IU) la “condena del execrable acto criminal de Aravaca” y expresó “su dolor solidario con las inocentes víctimas, sus compatriotas y familiares”. El vicepresidente del Gobierno y el ministro de Justicia manifestaron “la voluntad decidida del Gobierno de luchar contra cualquier brote de racismo o xenofobia. Este es uno de los hechos más graves que han ocurrido en España”.
El grupo español Ska-P editó una canción dedicada a Lucrecia y en contra del racismo en el álbum Planeta Eskoria. El cantautor granadino Carlos Cano también escribió “Canción para Lucrecia” dedicada a ella. En 2024 se estrenó la serie documental Lucrecia, un crimen de odio.